# Église Saint-Martin d'Ognon
L'église Saint-Martin est une église catholique paroissiale située à Ognon, dans le département de l'Oise, en France. C'est un petit édifice sans caractère, qui se compose d'un vaisseau unique terminé en 1639, et d'une chapelle latérale du XVIe siècle. Seul le portail occidental et les pierres tombales à l'intérieur retiennent l'attention. Sinon, le nombre de sept voûtes d'ogives paraît inhabituel par rapport à la longueur modeste du vaisseau, ainsi que le style gothique flamboyant du voûtement, presque un siècle après l'arrivée de la Renaissance dans la région. Pour son cadre pittoresque, la place de l'Église est inscrit au titre des sites en 1944, ainsi que l'église elle-même. L'église est également inscrite au titre des monuments historiques par arrêté du 20 février 1970. Elle dépend aujourd'hui de la paroisse Saint-Rieul de Senlis, et des messes dominicales anticipées y sont célébrées le samedi précédant le quatrième dimanche du mois, tous les trois mois environ, à 18 h 30.

## Localisation
L'église Saint-Martin est située en France, en région Hauts-de-France et dans le département de l'Oise, dans le Parc naturel régional Oise-Pays de France, au nord de Senlis et à l'est de la forêt d'Halatte, sur la commune d'Oise, au milieu du village, place de l'Église. Cette place de forme triangulaire, engazonnée et bordée de tilleuls, correspond en partie à l'ancien cimetière. L'église est parallèle au flanc sud du triangle, matérialisé par la rue de Senlis. Le flanc est du triangle correspond à la RD 120, qui représente le principal axe de communication du village. L'église est entièrement dégagée d'autres bâtiments, et bien visible de tous les côtés. Un petit calvaire composé d'un socle cubique et d'une croix en fer forgé se situe au sud-ouest de la façade.

## Histoire

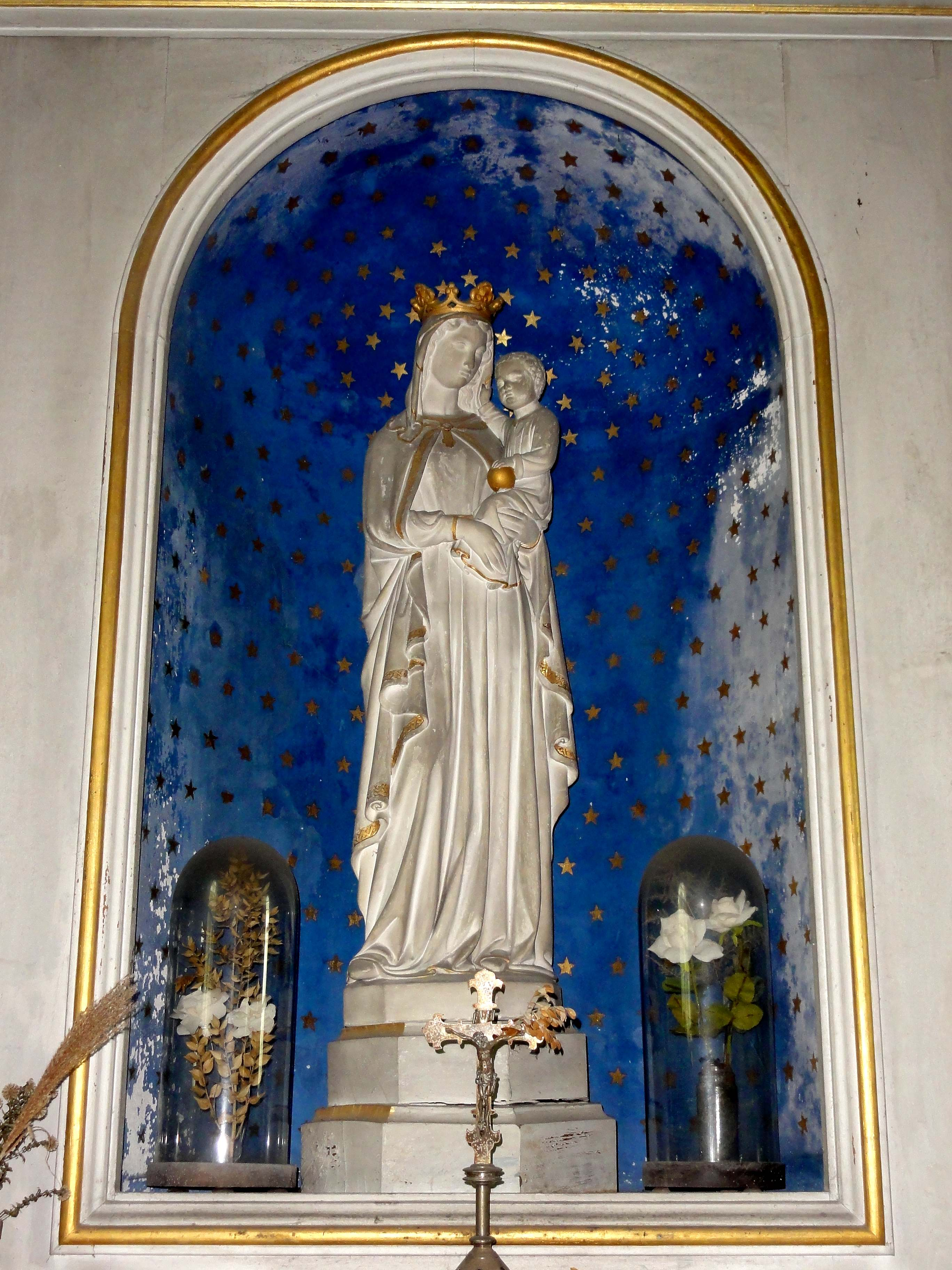
Vierge à l'Enfant.

L'église est placée sous le vocable de saint Martin, ce qui indique généralement une fondation de la période mérovingienne ou carolingienne. L'édifice actuel date, pour l'essentiel, de la première moitié du XVIIe siècle. Louis Graves a relevé la date de 1634 sur la façade, où elle n'apparaît plus, mais cette même date se lit toujours sur les ogives de l'avant-dernière clé de voûte, en regardant vers le chevet. Selon Dominique Vermand, l'ancienne chapelle seigneuriale, au nord, aurait été conservée lors de la reconstruction, et daterait du XVIe siècle. Elle a été construite par la famille La Fontaine, seigneurs d'Ognon de 1479 jusqu'en 1632, quand François de La Fontaine, ruinée, est contraint de vendre la seigneurie peu avant sa mort, en la même année. Le seigneur au moment de la reconstruction de l'église s'appelle Lécuyer. Le collateur de la cure est l'évêque de Senlis. Sous l'Ancien Régime, la paroisse d'Ognon relève du doyenné et du diocèse de Senlis,. Sous la Révolution française, l'ensemble des paroisses sur le territoire du département de l'Oise sont rattachées au diocèse de Beauvais. Le Concordat de 1801 apporte l'annexion de ce dernier au diocèse d'Amiens, situation qui perdure jusqu'au rétablissement du diocèse de Beauvais en 1822. Depuis, Ognon en fait partie.
Dès le XIXe siècle, le village est intégré dans la paroisse de Villers-Saint-Frambourg. Pour son caractère pittoresque, la place de l'Église (d'une envergure de 37 ares) et l'église elle-même sont inscrits au titre des sites par arrêté du 7 août 1944. Selon le dossier général, le motivation de la protection est la suivante : « Il s'agit d'une place triangulaire plantée de très beaux arbres. Une petite église toute simple est située au milieu de la place. Rien ne dépare encore cet ensemble qui représente, avec des moyens modestes, tous les caractères et l’esprit régional de l'Île de France ». L'église est inscrite aux monuments historiques par arrêté du 20 février 1970. La paroisse de Villers-Saint-Frambourg perd son indépendance en 1996, quand quarante-cinq nouvelles paroisses sont définies à l'échelle du diocèse. Le curé, l'abbé Joseph Kuchcinski, prend sa retraite, mais continue de célébrer l'Eucharistie tous les jours, dont un samedi par mois en l'église Saint-Martin d'Ognon, jusqu'à sa mort en février 2014. Depuis cette date, des messes dominicales anticipées sont célébrées à Ognon le samedi précédant le quatrième dimanche du mois, tous les trois mois environ.

## Description

### Aperçu général
À peu près régulièrement orientée, avec une légère déviation de l'axe de l'édifice vers le nord-est du côté du chevet, l'église Saint-Martin se compose d'une nef unique de sept travées se terminant par un chevet plat, accompagnée d'une ancienne chapelle seigneuriale d'une seule travée au nord de la cinquième et de la sixième travée. L'ensemble de l'église est voûté d'ogives. Il n'y a pas de sacristie. Le portail occidental constitue l'unique accès à l'église. La nef est munie d'une toiture à deux rampants couverte de tuiles plates, et la façade et le chevet sont dominés par un pignon. La chapelle est pourvue d'un toit en appentis prenant appui contre le mur gouttereau nord.

### Intérieur

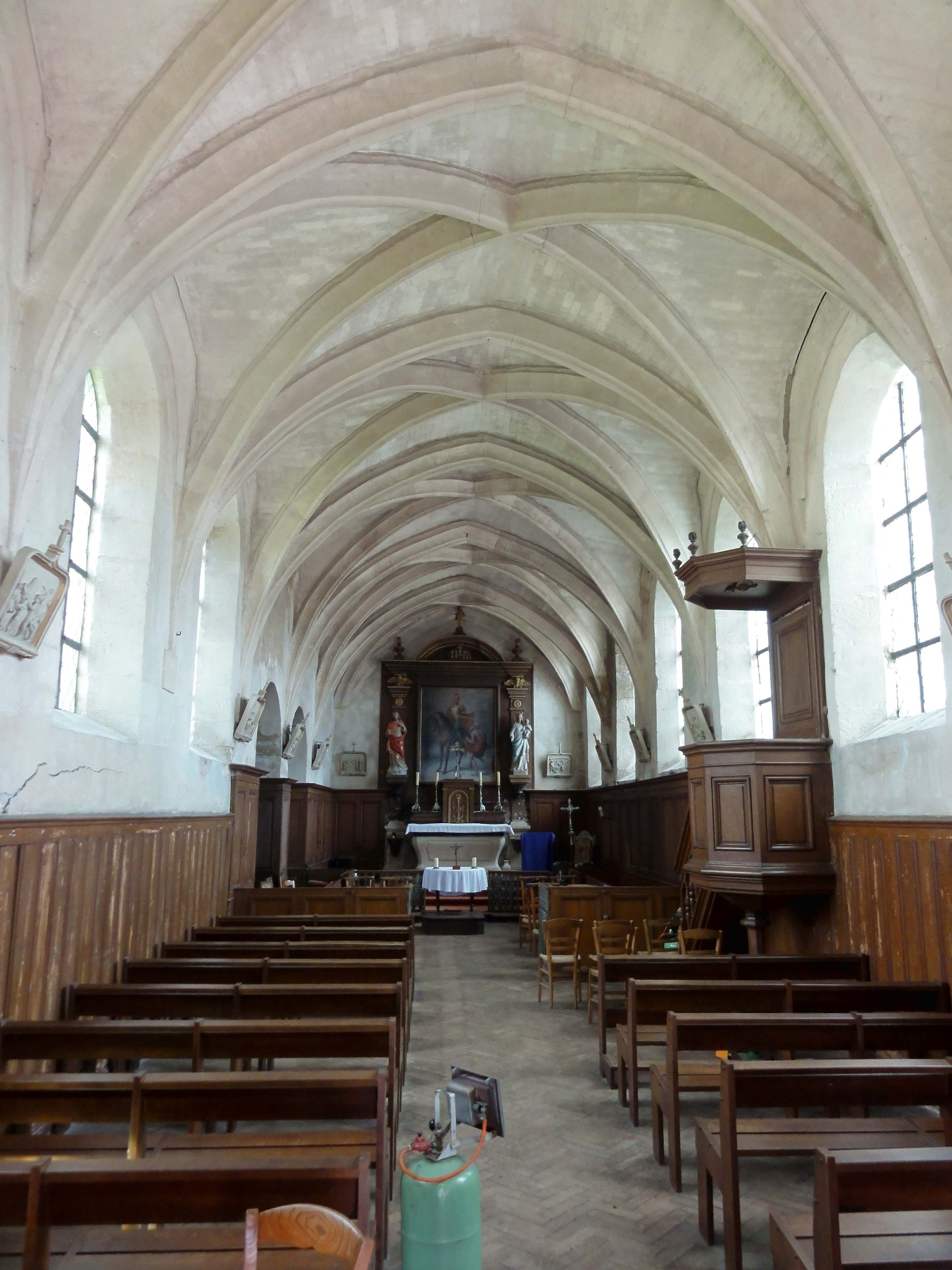
Nef, vue vers l'est.

Le vaisseau principal est stylistiquement homogène sur toute sa longueur, et ne montre pas de distinction architecturale entre nef des fidèles et chœur liturgique. C'est une simple salle rectangulaire voutée d'ogives. Eugène Müller parle d'une église sans caractère, et son intérêt archéologique et artistique est quasi nul, si ce n'est que l'église représente l'un des derniers cas de l'application du voûtement d'ogives dans la région, et une manifestation très tardive du style gothique flamboyant, à une époque que même le style qui lui succède, celui de la Renaissance, est arrivé à sa fin. Comme seule particularité, l'on observe le nombre élevé des travées par rapport à la longueur modeste de l'édifice, ce qui donne des travées très courtes et resserrées, qui se succèdent à un rythme rapide. L'éclairage par la lumière naturelle est assuré par neuf fenêtres, soit une au nord et une au sud de la seconde à la quatrième travée, et une au sud seulement de la cinquième à la dernière travée. Elles s'inscrivent presque entièrement sous la lunette des voûtes. Ces fenêtres sont en plein cintre, relativement grandes, dépourvues de remplage et non décorées. Il n'y a pas non plus de vitraux polychromes, que ce soit du XIXe siècle. Le mur occidental est percé d'un oculus en hauteur. Les nervures des voûtes pénètrent directement dans les murs, le maître d'œuvre ayant fait l'économie de piliers engagés ou de consoles. Elles se caractérisent par une modénature aigüe, atypique pour l'époque de construction supposée. De même, le tracé en arc brisé adopté par les arcs-doubleaux. Les ogives et les formerets sont en revanche en plein cintre. Aucune des clés de voûte n'est décorée, ou montre les traces d'une décoration disparue : les ogives s'y croisent tout simplement. Quant à la chapelle seigneuriale devenue chapelle de la Vierge, elle s'ouvre par deux arcades en plein cintre non moulurées, dans la cinquième et la sixième travée. Bien que correspondant, dans le sens longitudinal, à deux travées de la nef, elle est munie d'une seule voûte d'ogives, dont les nervures affichent un profil prismatique, et sont reçues sur des culots non décorées dans les quatre extrémités. La clé de voûte est armoriée, mais ce décor est seulement peint et fait partie d'une polychromie architecturale du XIXe siècle. L'unique fenêtre, au nord, est plus large que les autres, et se distingue par un arc en tiers-point,.

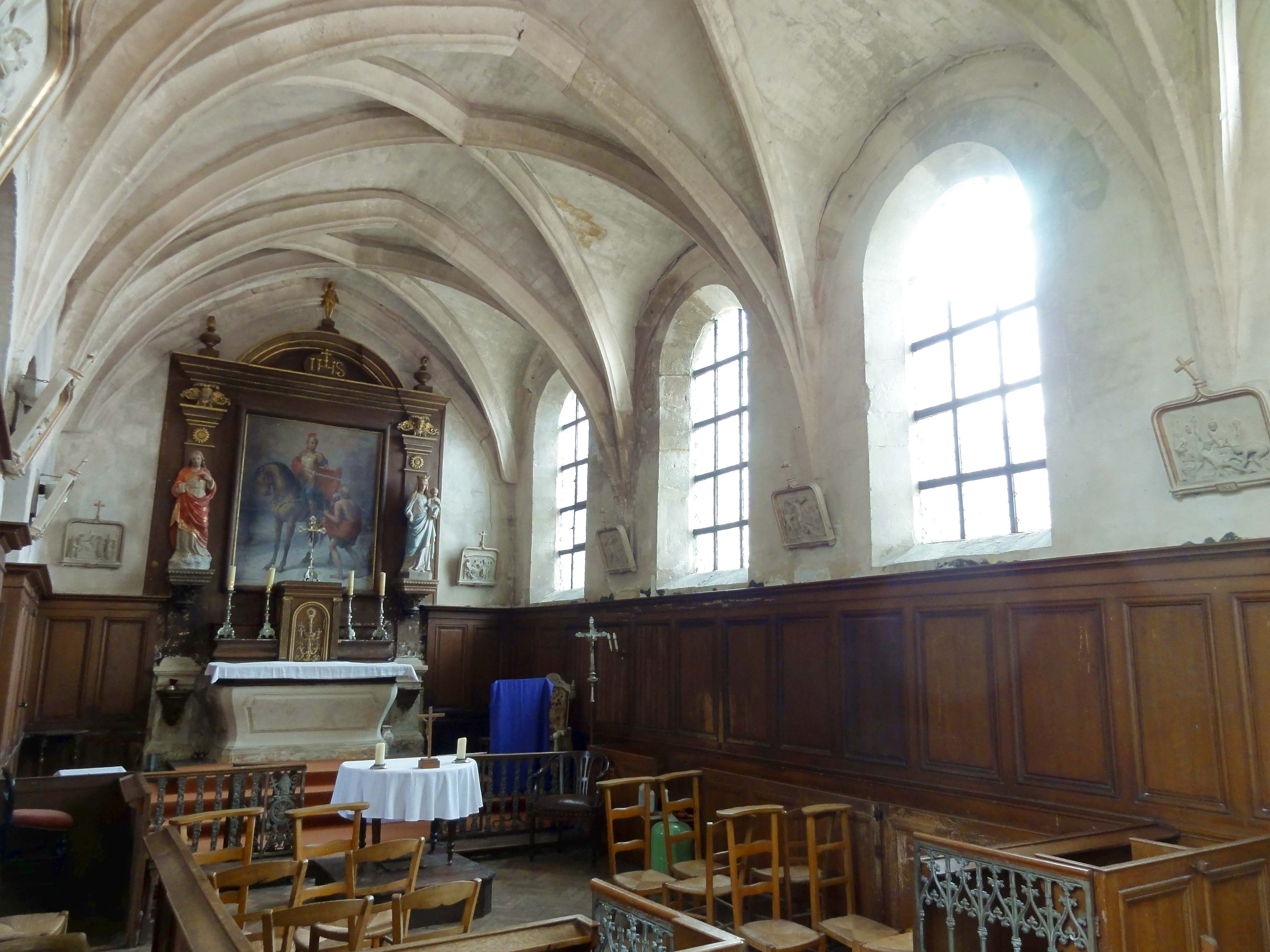
Chœur liturgique.
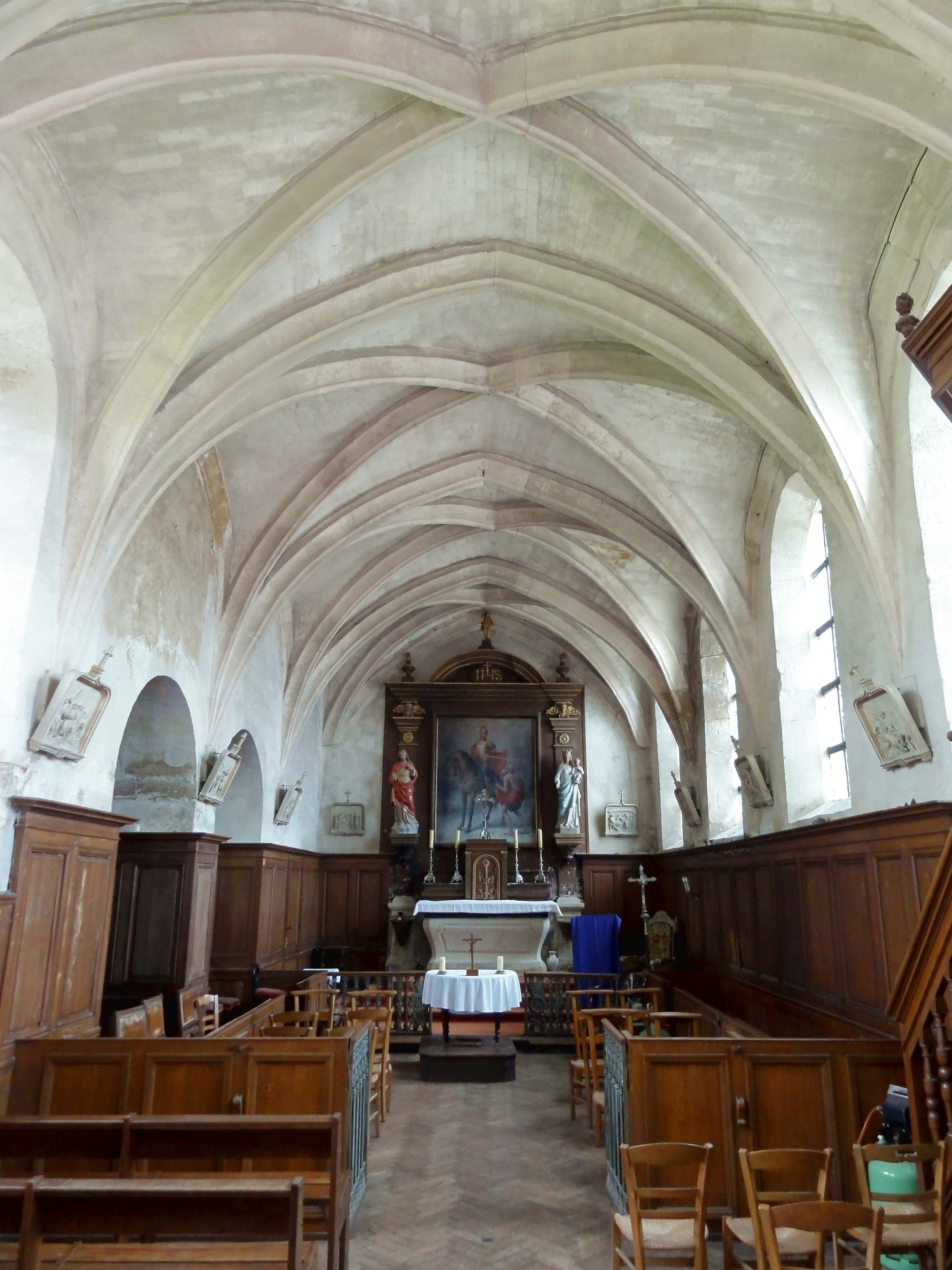
Nef, vue vers l'est.
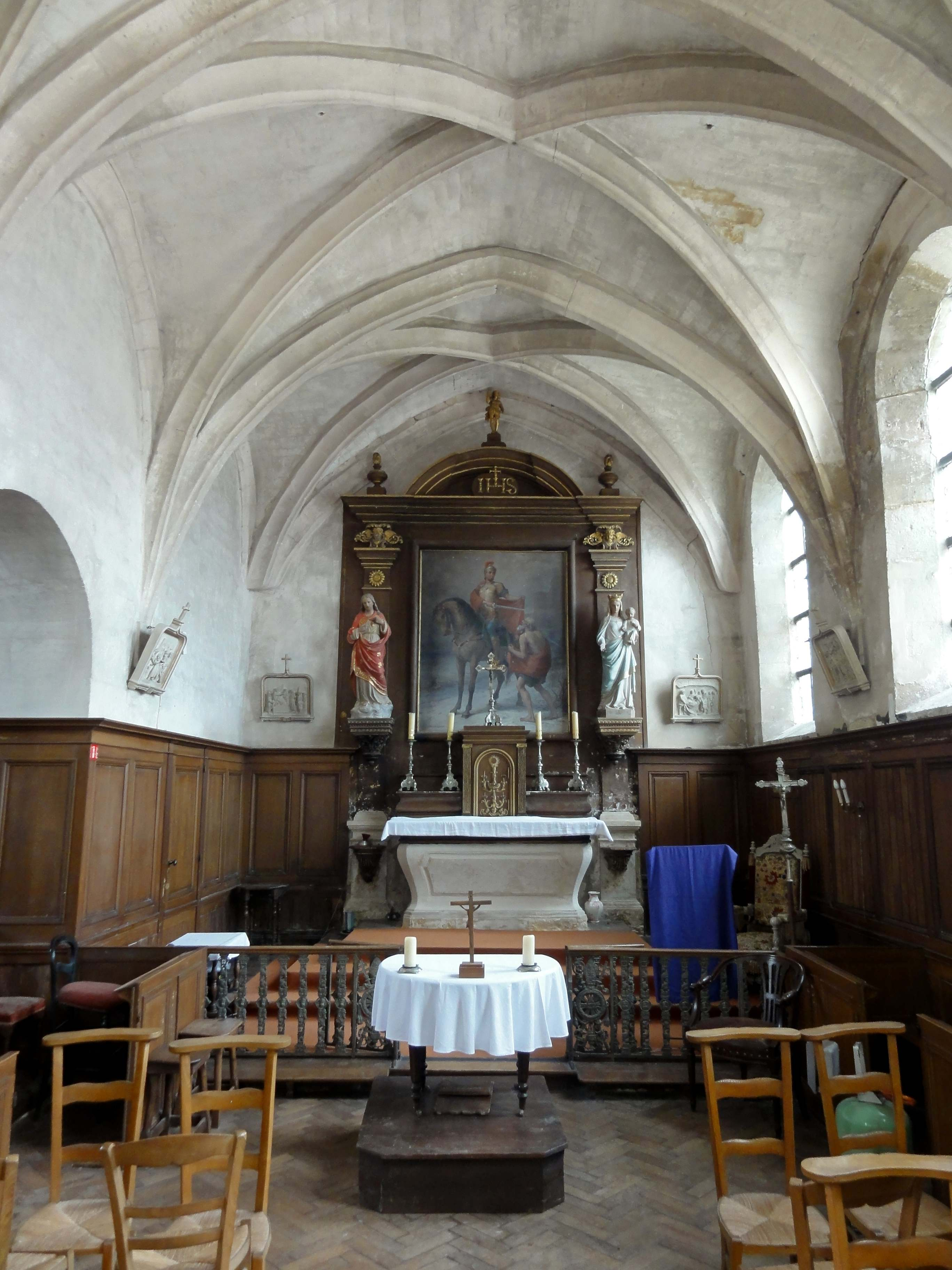
Chœur liturgique.
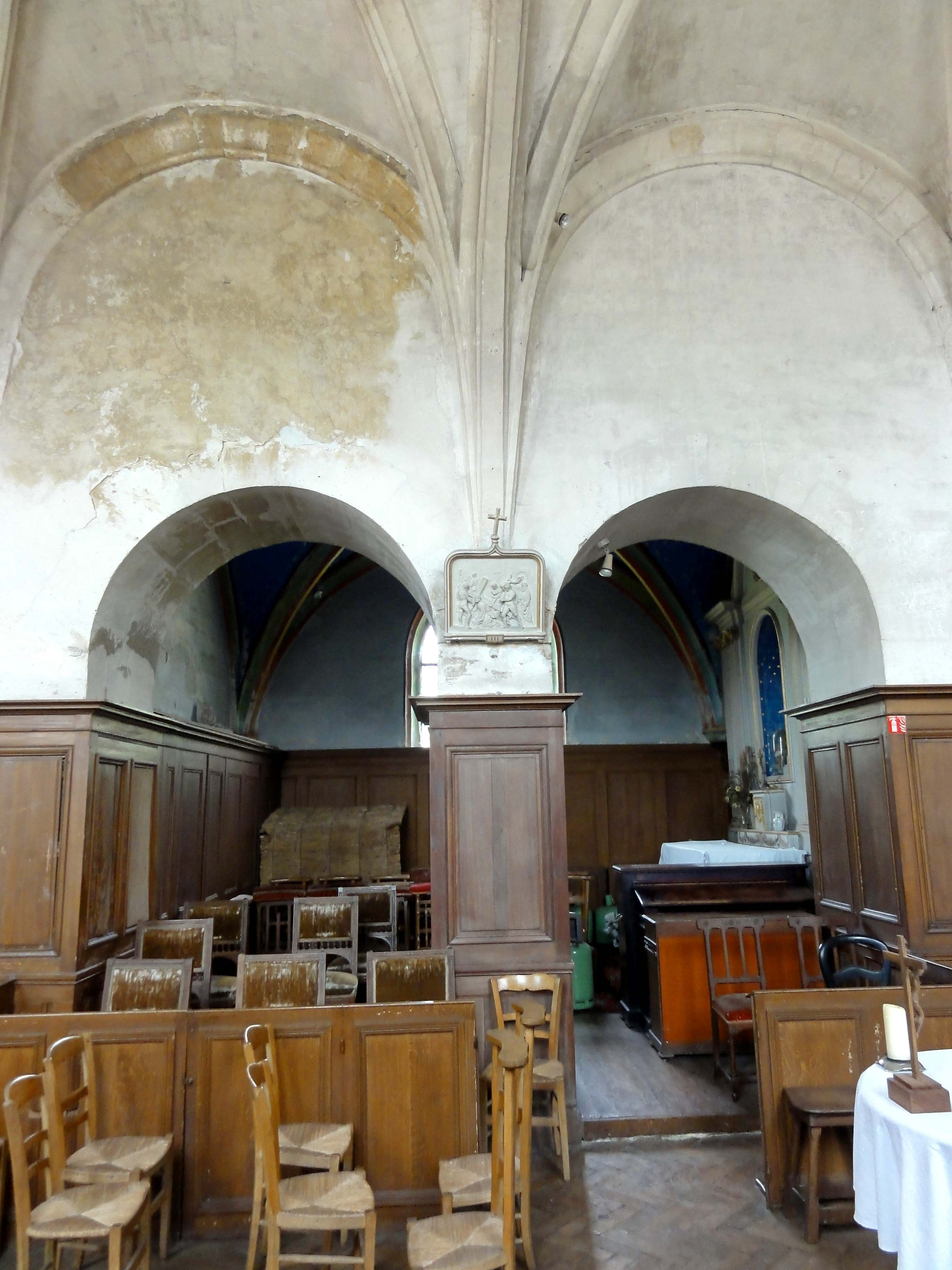
Arcades vers la chapelle.
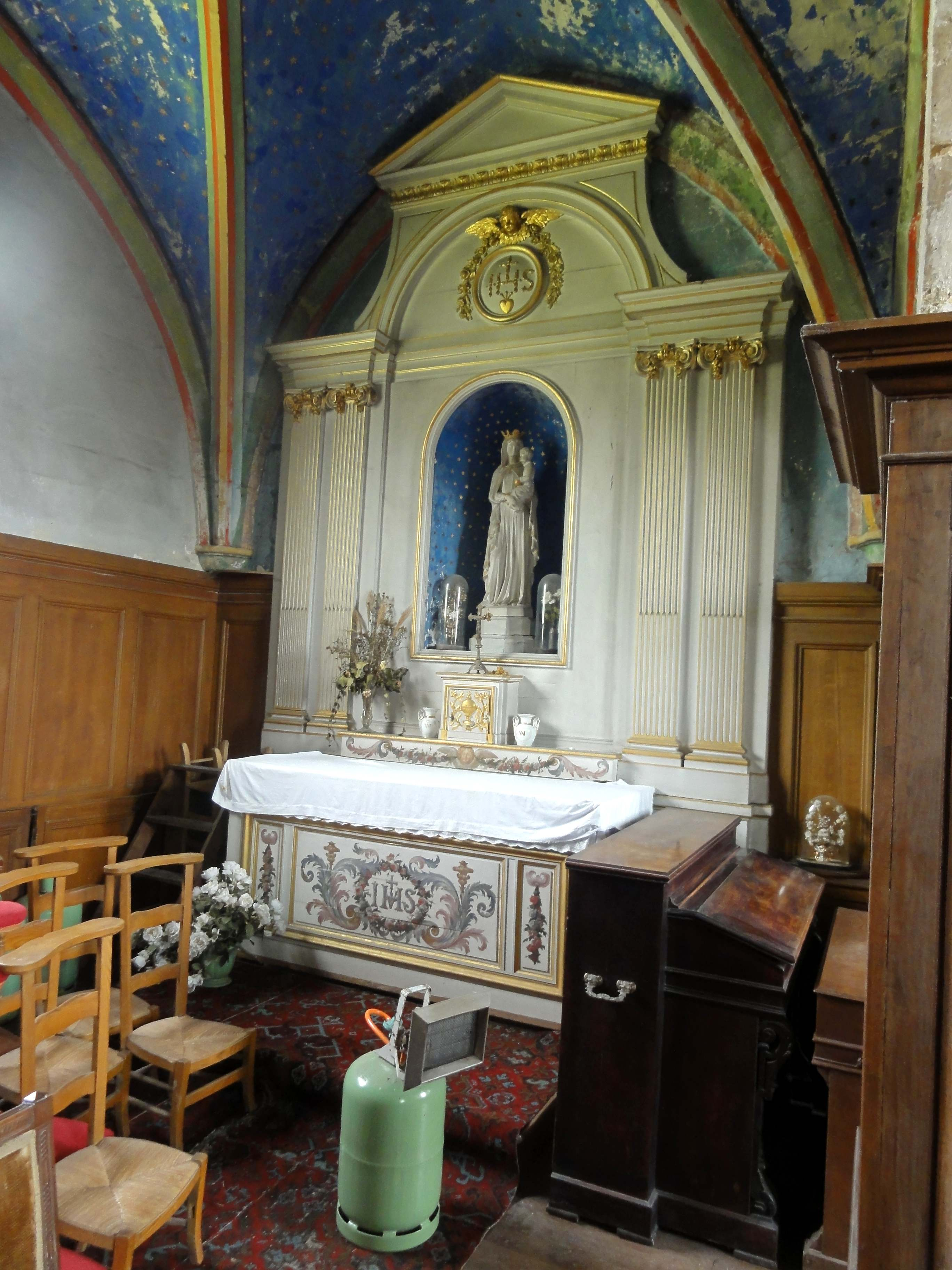
Chapelle de la Vierge.
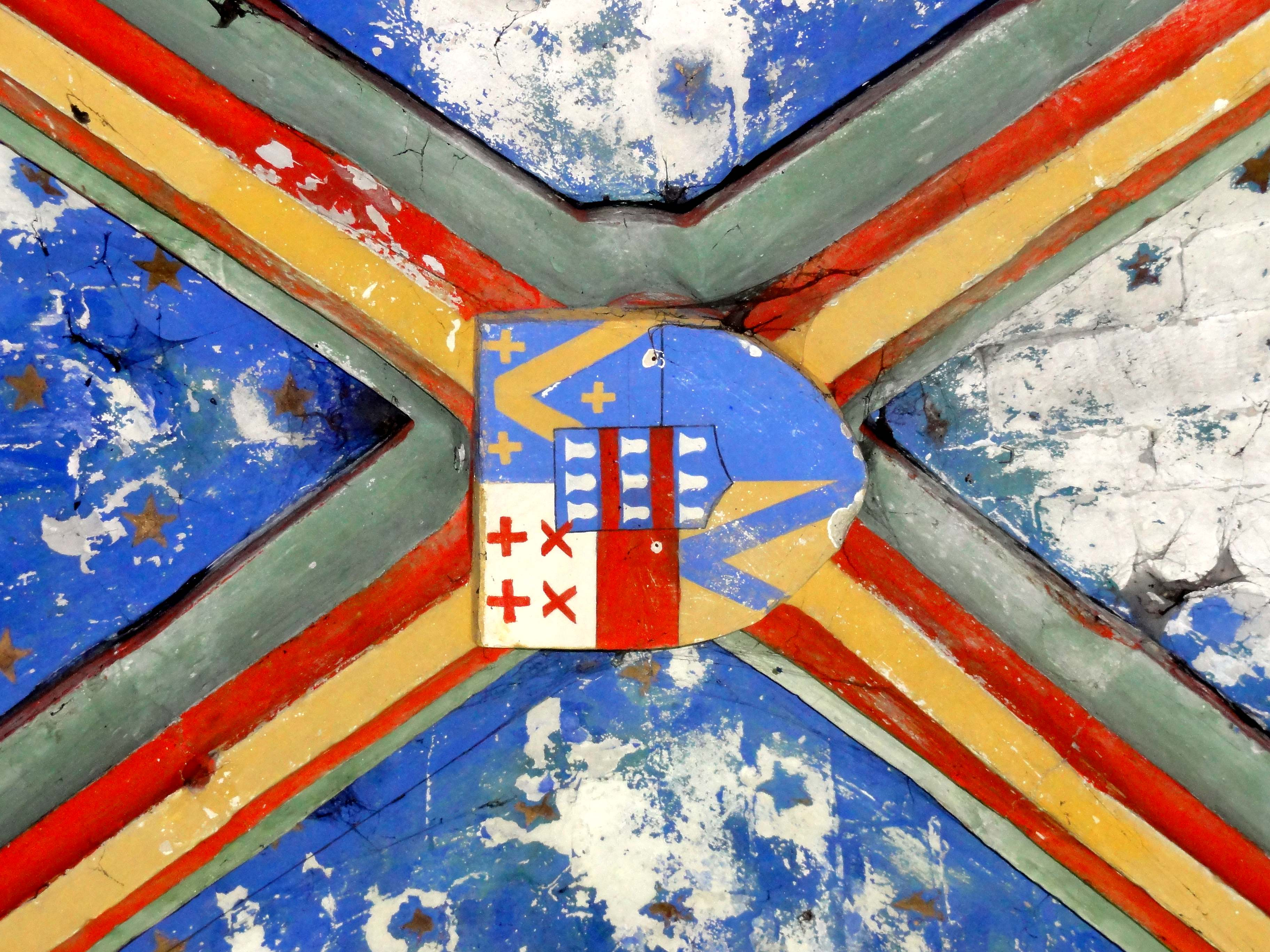
Clé de voûte.

### Extérieur

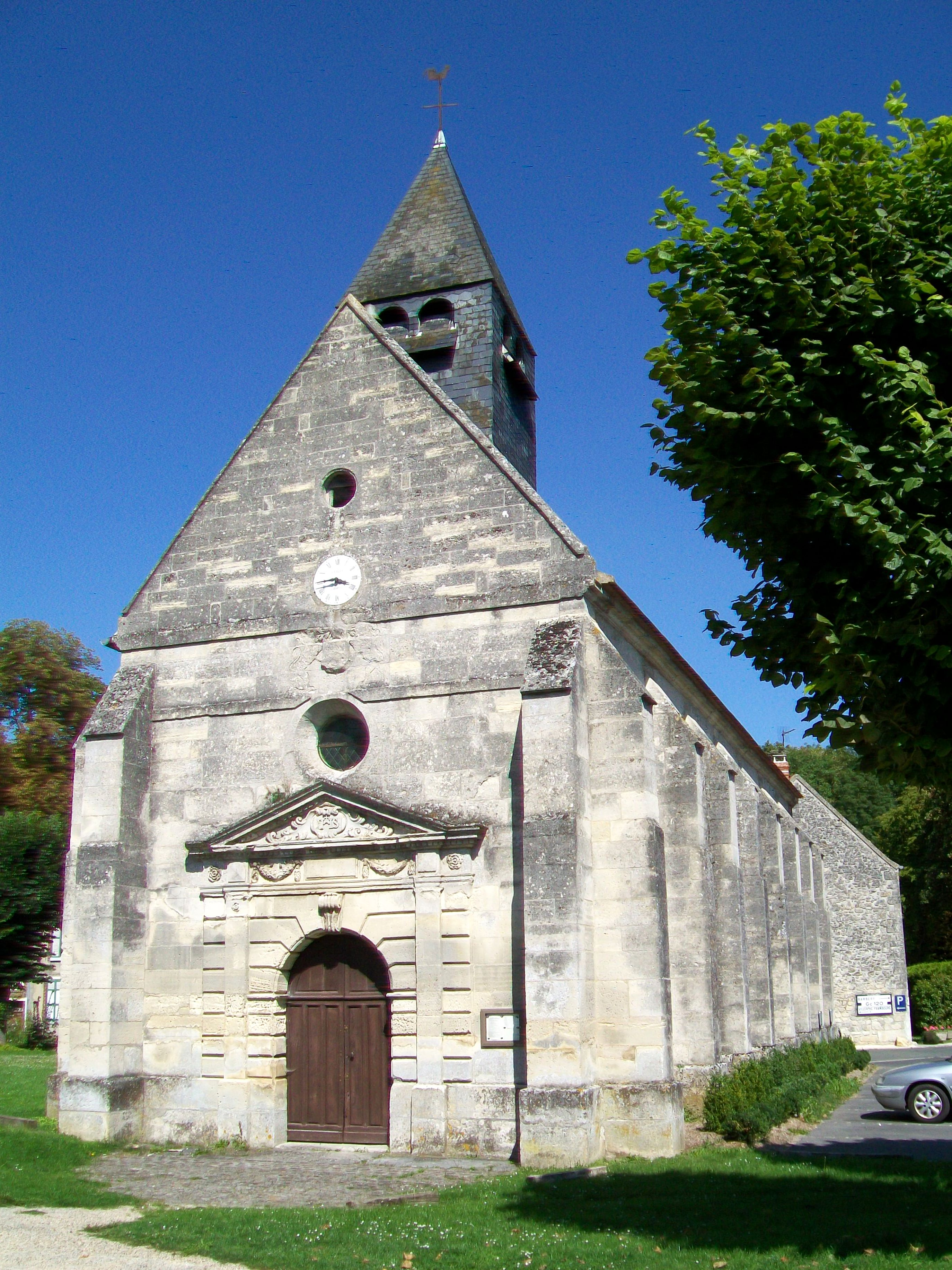
Façade occidentale.

La façade occidentale, l'ancienne chapelle seigneuriale et le chevet sont réalisés en pierre de taille, tandis que les murs latéraux sont appareillés en moellons, sauf pour les deux premières assises, les contreforts et les pourtours des fenêtres. Les contreforts et les sept fenêtres, dont la première est murée, structurent l'élévation méridionale, et deux contreforts orthogonaux flanquent les angles. Tous identiques, les contreforts se retraitent une fois par un fruit, et s'amortissent par un glacis formant larmier. En hauteur, la façade est scandée par deux bandeaux horizontaux à faible relief, dont le bandeau inférieur est entamé par l'oculus. Entre les deux bandeaux, l'on voit les vestiges, toujours assez évocateurs, de deux lions portant un écusson surmonté d'un casque à cimier et orné de lambrequins. Les lions et le casque ont été martelés à la Révolution, mais les emblèmes héraldiques demeurent lisibles : « de... au chevron accompagné de trois molettes ou étoiles à six raies de... ». Le joli portail à bossages et fronton triangulaire est de style classique. La clé d'arc est agrémentée d'une agrafe. Deux pilastres, dont les chapiteaux ont malheureusement été bûchés, se superposent aux bossages, et supportent un entablement, qui arbore un cartouche vide entre deux guirlandes, et deux rosaces aux extrémités. La corniche et le fronton présentent une frise de denticules. Le décor sculpté du fronton consiste d'un plastron autour du monogramme IHS. Pour venir à l'élévation septentrionale, elle comporte une tourelle d'escalier coiffé d'un dôme de pierre au milieu de la première travée, ainsi que la chapelle. Ses murs se retraitent par un larmier à la limite des allèges. Les contreforts sont biais, comme d'accoutumée depuis les années 1530 / 1540, et sommés d'un chaperon en bâtière. Un petit portail en anse de panier bouché est visible sur le mur occidental de la chapelle. Le pignon est percé d'un oculus pour l'aération des combles, ce qui est également le cas des deux pignons du vaisseau central,.

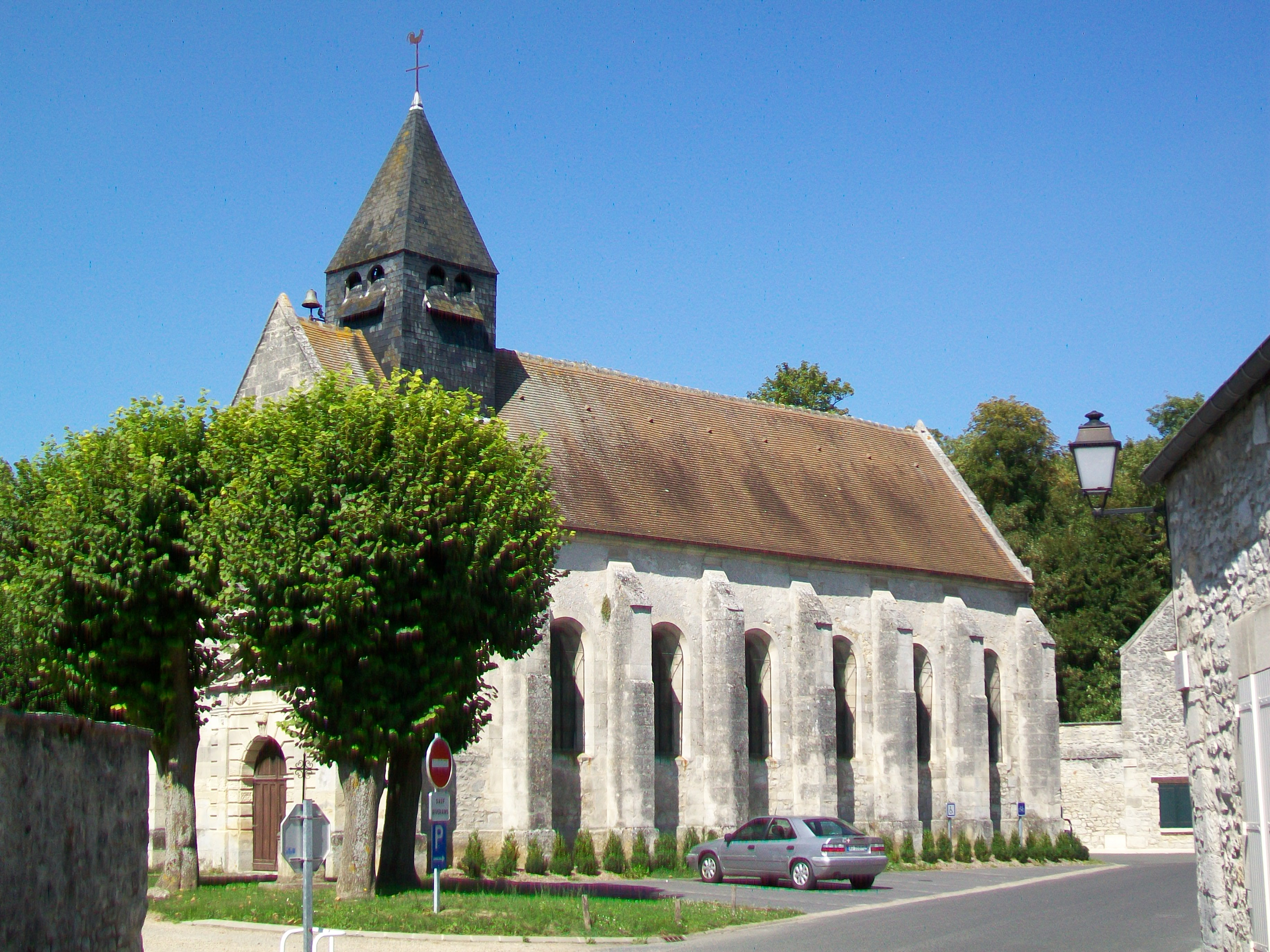
Vue depuis le sud-ouest.
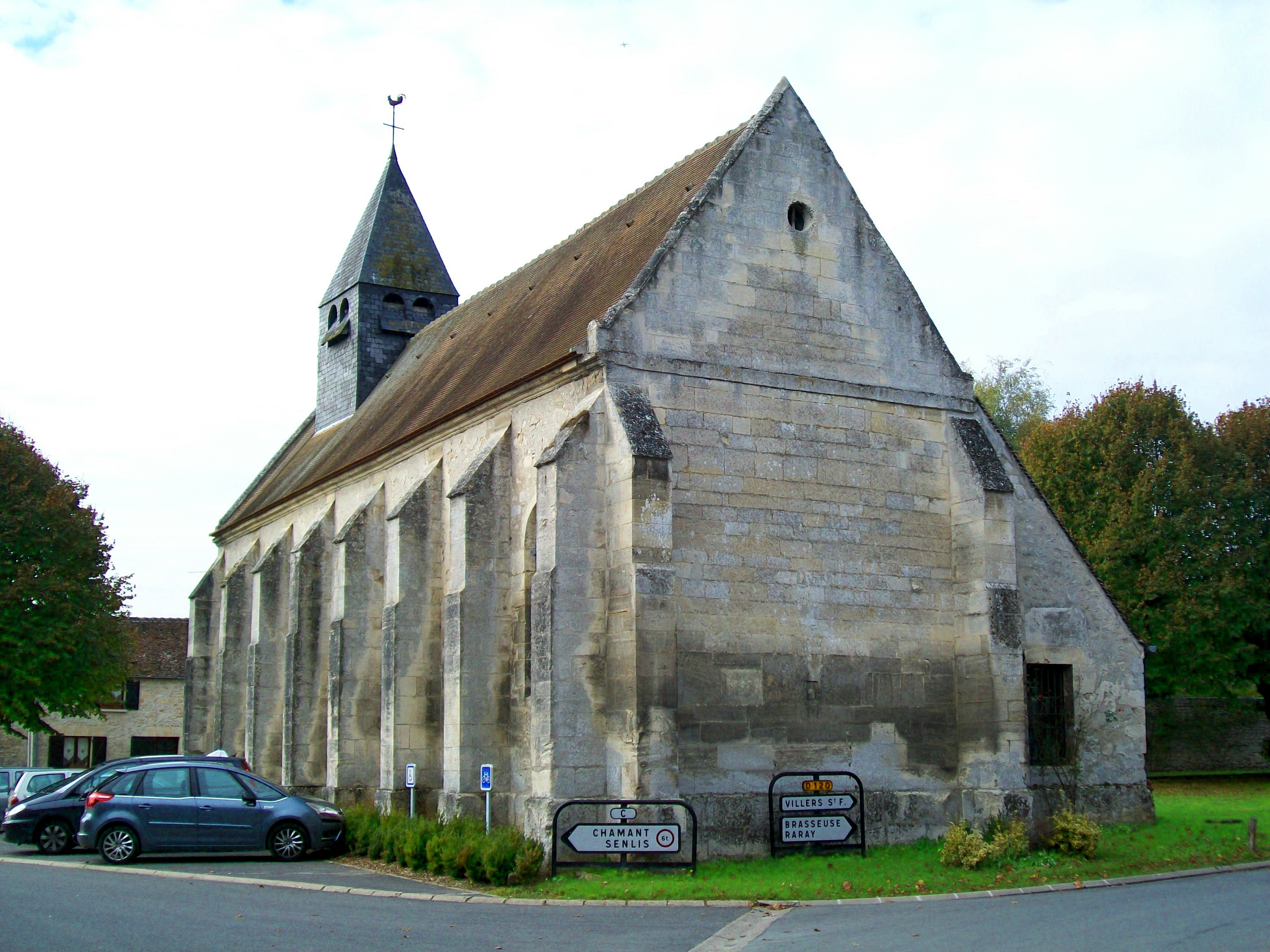
Vue depuis le sud-est.
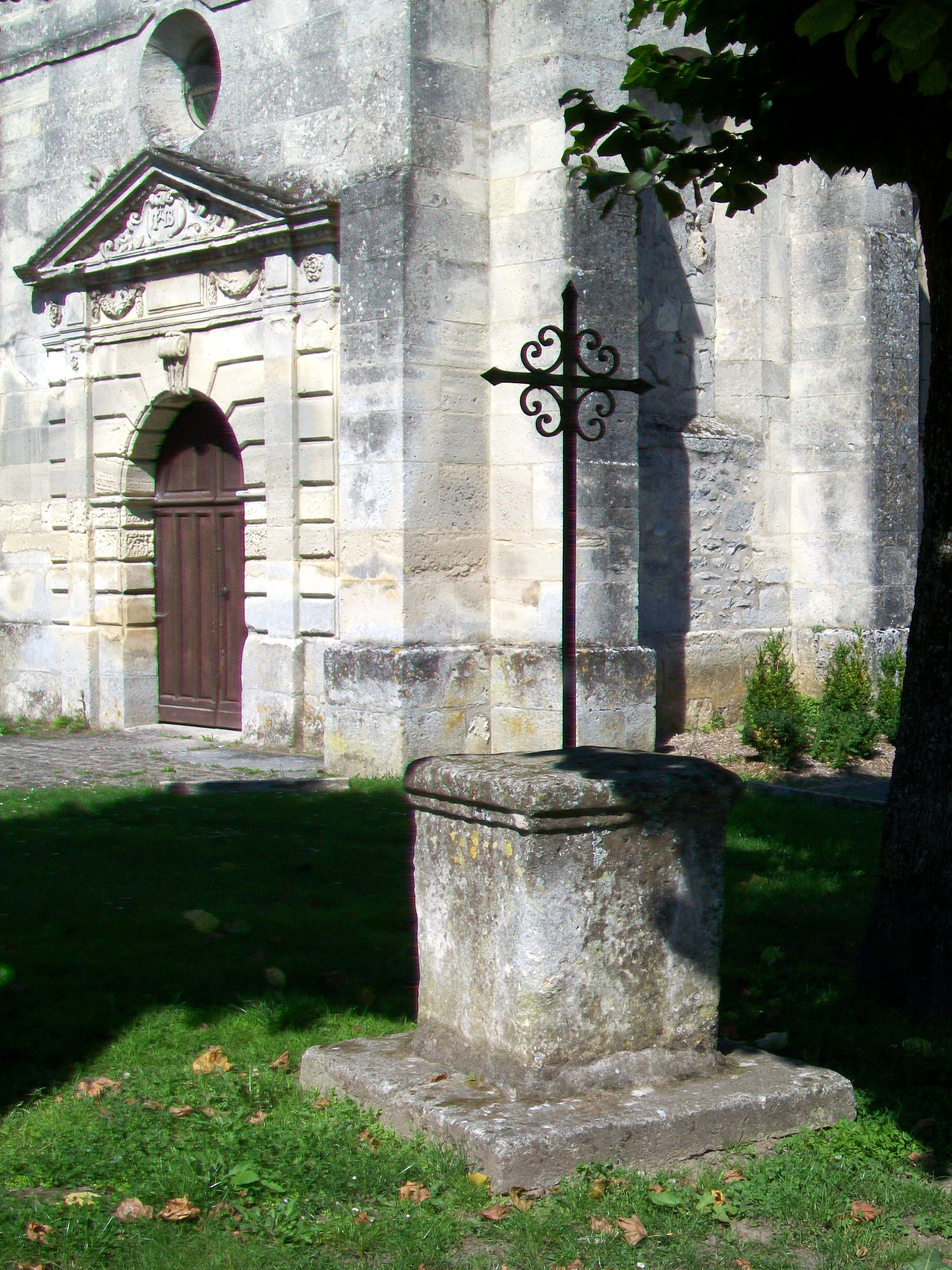
Calvaire près de l'église.
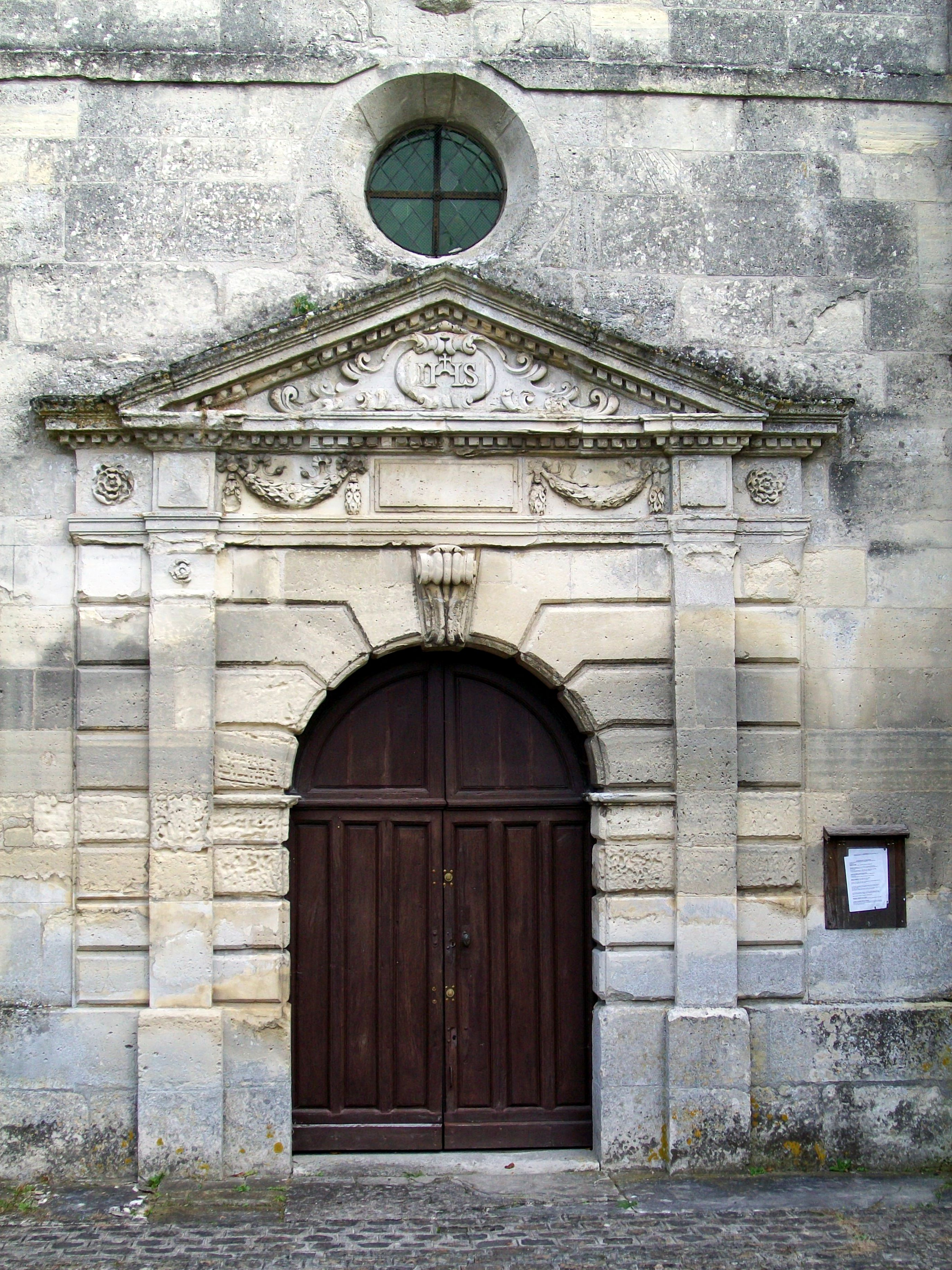
Portail occidental.
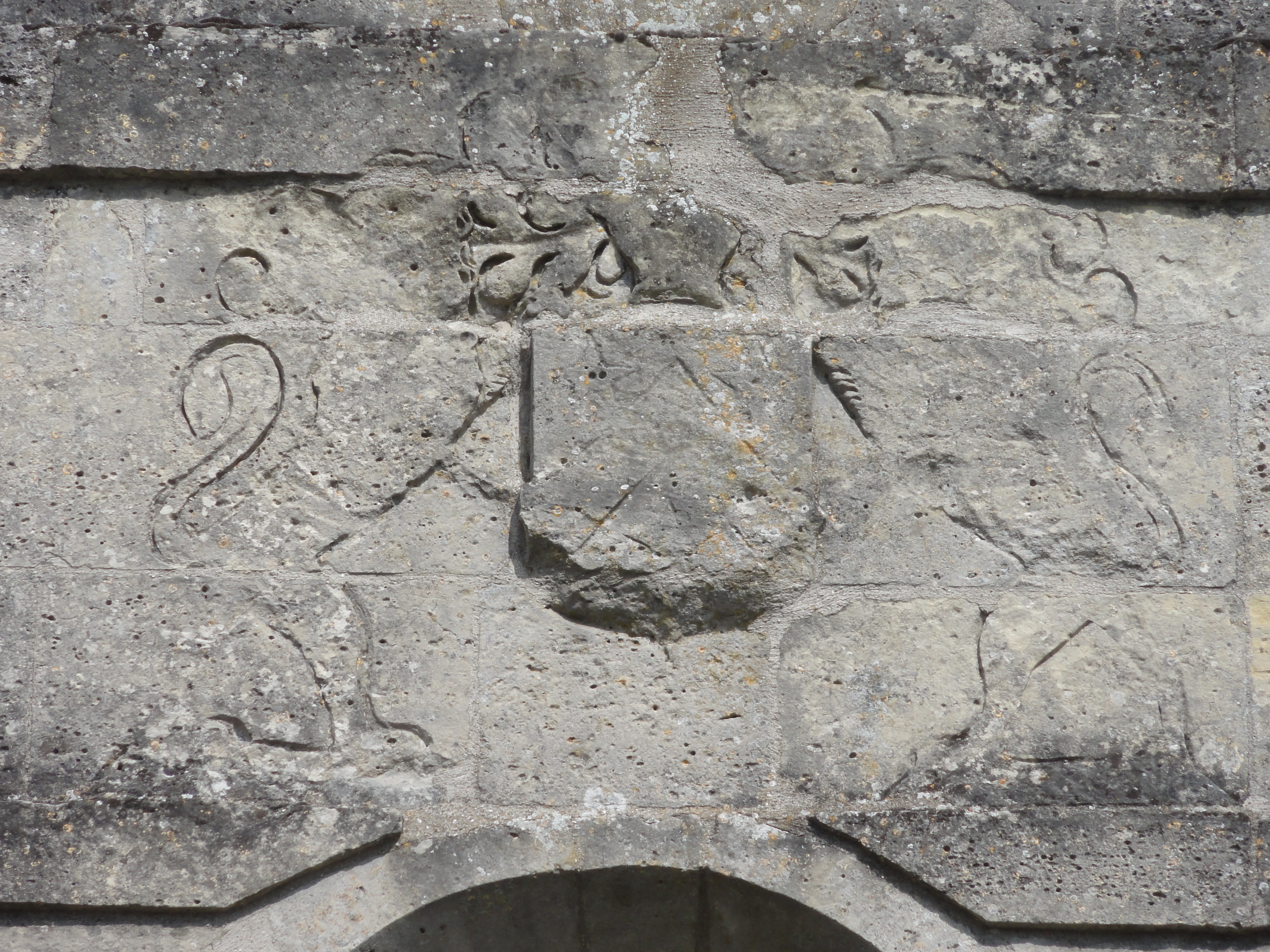
Emblème seigneurial.
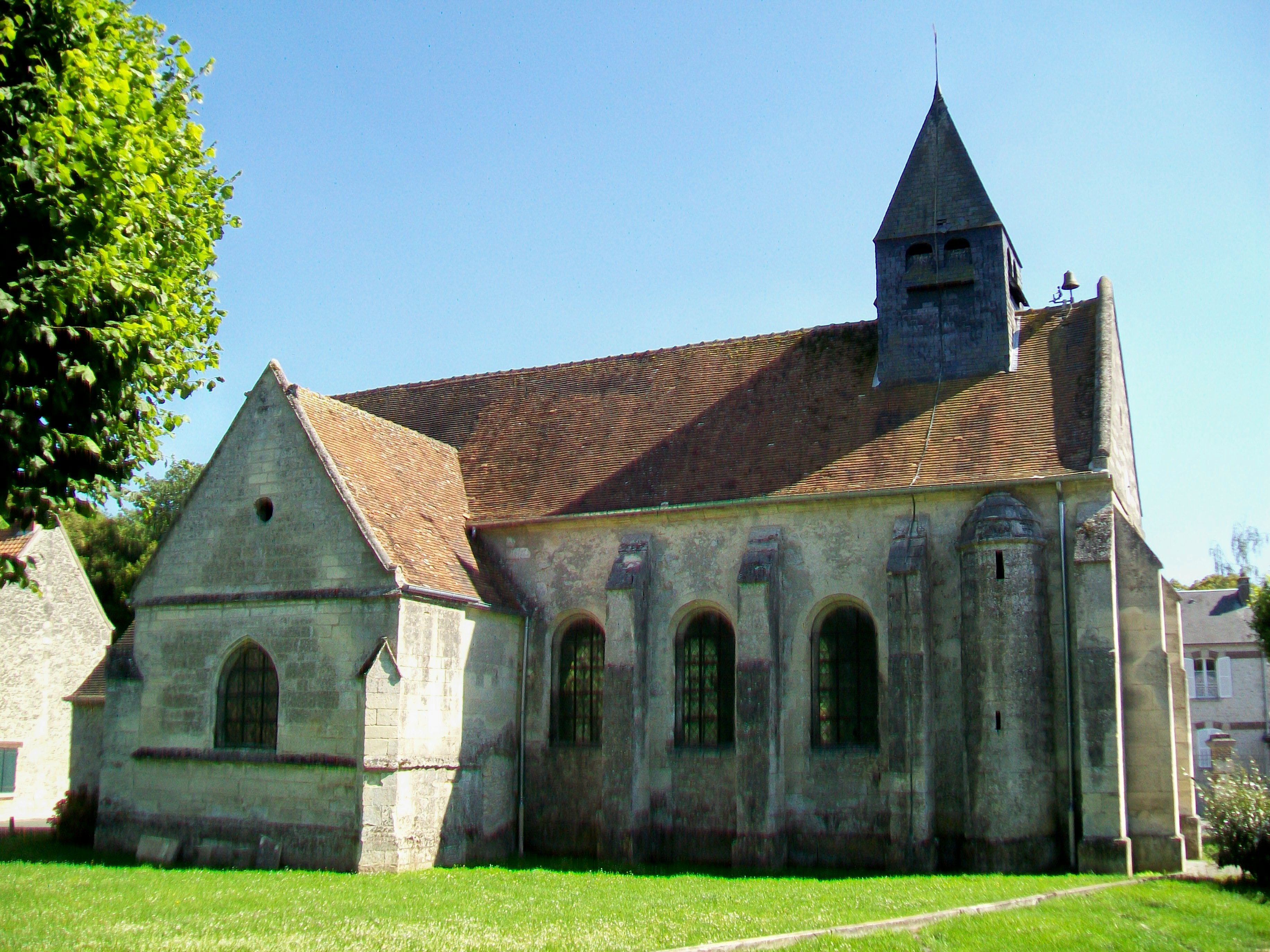
Vue depuis le nord.

## Mobilier
Parmi le mobilier proprement dit de l'église, aucun élément n'est classé, mais cinq dalles funéraires à effigies gravées sont classées au titre objet par arrêté du 5 novembre 1912.
- La dalle funéraire à effigie gravée de Nicolas de La Fontaine, seigneur d'Ognon, mort le 9 octobre 1558, mesure 170 cm de hauteur et 85 cm de largeur. Le défunt est représenté de pied et en face, en culotte et manteau court, sous un décor atypique. L'inscription sur le pourtour de la dalle est la suivante : « cy gist noble ho[m]me / Nicolas de la fontaine en son viva[n]t escuier s[eigneu]r de malgenestre / [...]qui trespassa le neuf doctobre 1558 priez Dieu pour son âme »[11],[9].
- La dalle funéraire à effigies gravées de Jean de La Fontaine, mort le 25 juillet 1577, et de Jeanne de la Jemonde, sa femme, mesure 220 cm de hauteur et 112 cm de largeur. Eugène Müller note « Cette dalle, d'une grande beauté de dessin et d'exécution, est ornée aux coins des symboles des quatre Évangélistes. La représentation du défunt porte sur sa cotte les armoiries des La Fontaine : d'azur à trois bandes échiquetées de gueules et d'or à trois traits ». Le dossier de classement parle d'une œuvre fortement mutilée, dont les armoiries non identifiées auraient été bûchées à la Révolution. Elles devraient appartenir aux familles de La Fontaine et de La Jemonde. L'inscription portée sur le pourtour est la suivante « Cy gist Jehan de la Fontaine, escuier, seigneur des Fontaines, en son vivant pannetier de hault et puissant prince Monseigneur le duc d'Orléans et de Vallois, capitaine de Crespi en Vallois et de Lureu en Combraisse, qui trespassa le xxve jour de Juillet l'an de Nostre Seigneur mil IIIIc lx et (?) xvii. Priez Dieu pour luy. Cy gist avec lui Jehanne de la Jemonde en son vivant femme du dict Jehan de la Fontaine qui trespassa le IXe jour de mai mil IIIIc (?). Priez pour elle ». L'année de décès de Jeanne devrait être 1597, 1598 ou 1599 selon Eugène Müller[12],[9].
- La dalle funéraire à effigie gravée du curé Jean de La Croix, mort le 9 mai 1609, mesure 180 cm de hauteur et 80 cm de largeur. Des colonnes cannelées et ornées de feuilles d'acanthe et une arcature encadrent un prêtre en chasuble à croix antérieure. L'épitaphe portée sur le pourtour se lit comme suit : « cy gist vénérable et discrette / personne messire Jehan de la croix Prestre curé de l'église de ceans quy trepassa / lan de grâce mil sixz cens et neuf / le samedy neufvieme jour de mai priez Dieu pour son âme ». Par erreur, l'œuvre est classée sous le titre de dalle de Jean de la Fontaine[13],[9] (sans illustration).
- La dalle funéraire à effigies gravées de Philippe Truyard et Jeanne Caouvignou, sa femme, date de 1649, et mesure 165 cm de hauteur et 82 cm de largeur. Elle montre les deux époux en pied et de face, les mains rejointes pour la prière, vêtus de costumes bourgeois, au milieu d'un décor architecturé composé de deux arcatures en plein cintre surmontées chacune d'un angelot, et supportant un entablement orné d'un vase et de motifs végétaux. L'inscription portée sur un cartouche rectangulaire en bas est la suivante : « cy gise[n]t ph[ilipp]e truyart con du[...] en so[...]grenetier / au grenier et mag[...] scel de Senlis et Dame / Jeanne caouvignon sa fe[m]e le[dit] truyart est décédé le [...] 1649, a [l']age de 39 ans priez Dieu pour leurs âmes. Signature : faict a Senlis par Jean boucher tum[...] »[14].
- La dalle funéraire à effigie gravée de Philippe Lobligeois, mort en 1650, mesure 205 cm de hauteur et 106 cm de largeur. Assez effacée, elle montre le défunt en pied et de face, les mains rejointes pour la prière, au milieu d'un décor architecturé composé de deux colonnettes ioniques cannelées et d'une arcature en plein cintre, flanquée de deux angelots et surmontée d'un trophée. L'épitaphe portée sur le pourtour est la suivante « … le corps de deffunt honorable homme Philippe Lobligeois, natif du plessis Belleville en son vivant receveur admodiateur de la terre et seigneurie doignon lequel est déceddé le XIIe jour d'octobre 1650. Priez Dieu pour son ame »[15],[9].
- Le tableau du retable majeur représente la Charité de Saint-Martin, et est signé Arnaud Dorbec, 1885[9]. Selon Dominique Vermand, le maître-autel et le retable sont en pierre et datent de la même époque que l'église (ce qui explique dans doute l'absence de fenêtre au chevet, dès le départ). À partir de l'autel, tout le retable est peint en faux-bois et partiellement doré. Le décor se compose de deux pilastres doriques, surmontés d'une section d'entablement dont la métope arbore une fleur de tournesol, puis d'une tête de chérubin entre deux ailes, devant deux feuilles recourbées. Le couronnement est formé par deux pots à feu encadrant un fronton en arc de cercle, où se lit le monogramme IHS, comme sur le portail[5].

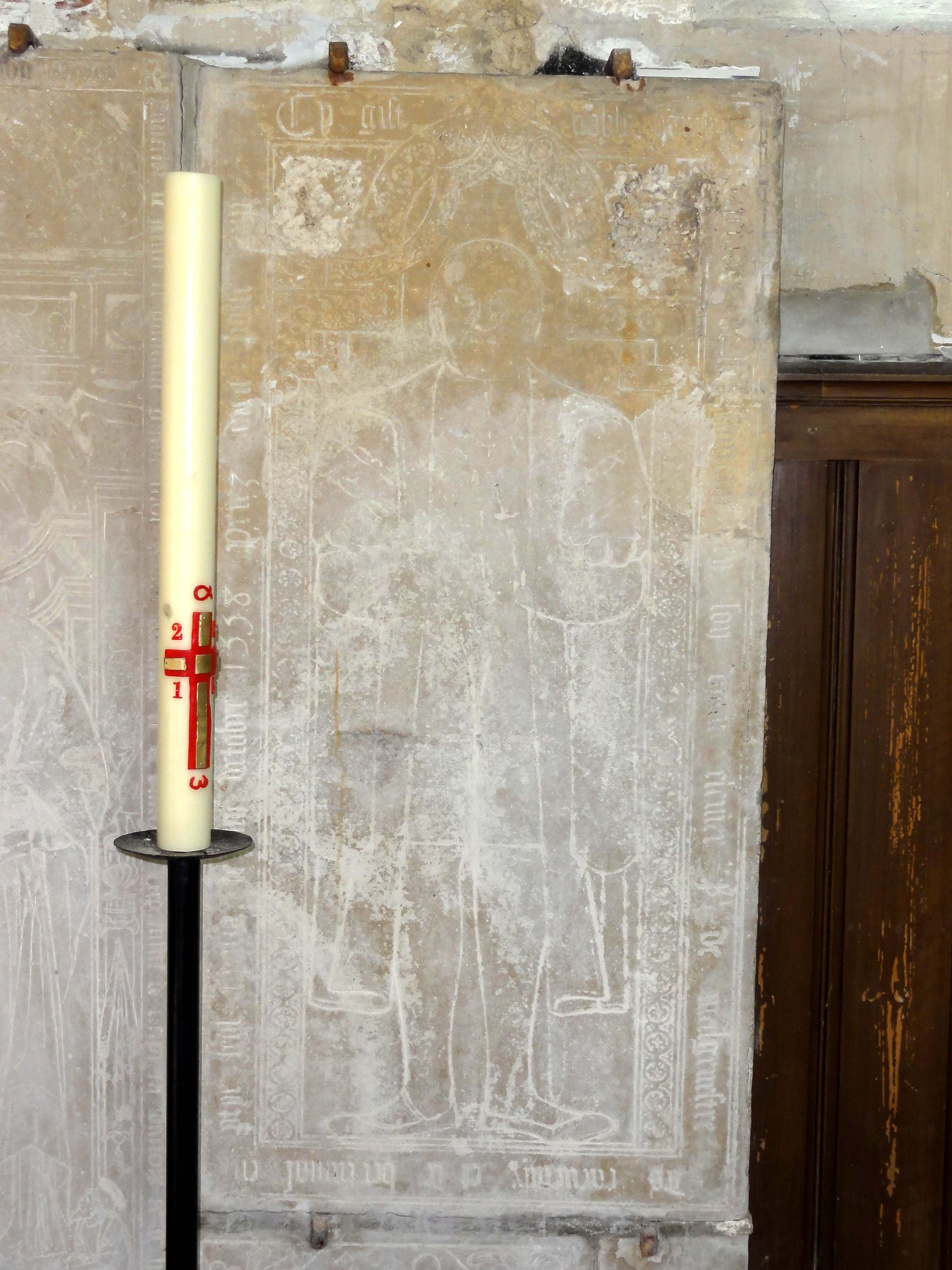
Dalle funéraire de Nicolas de La Fontaine.
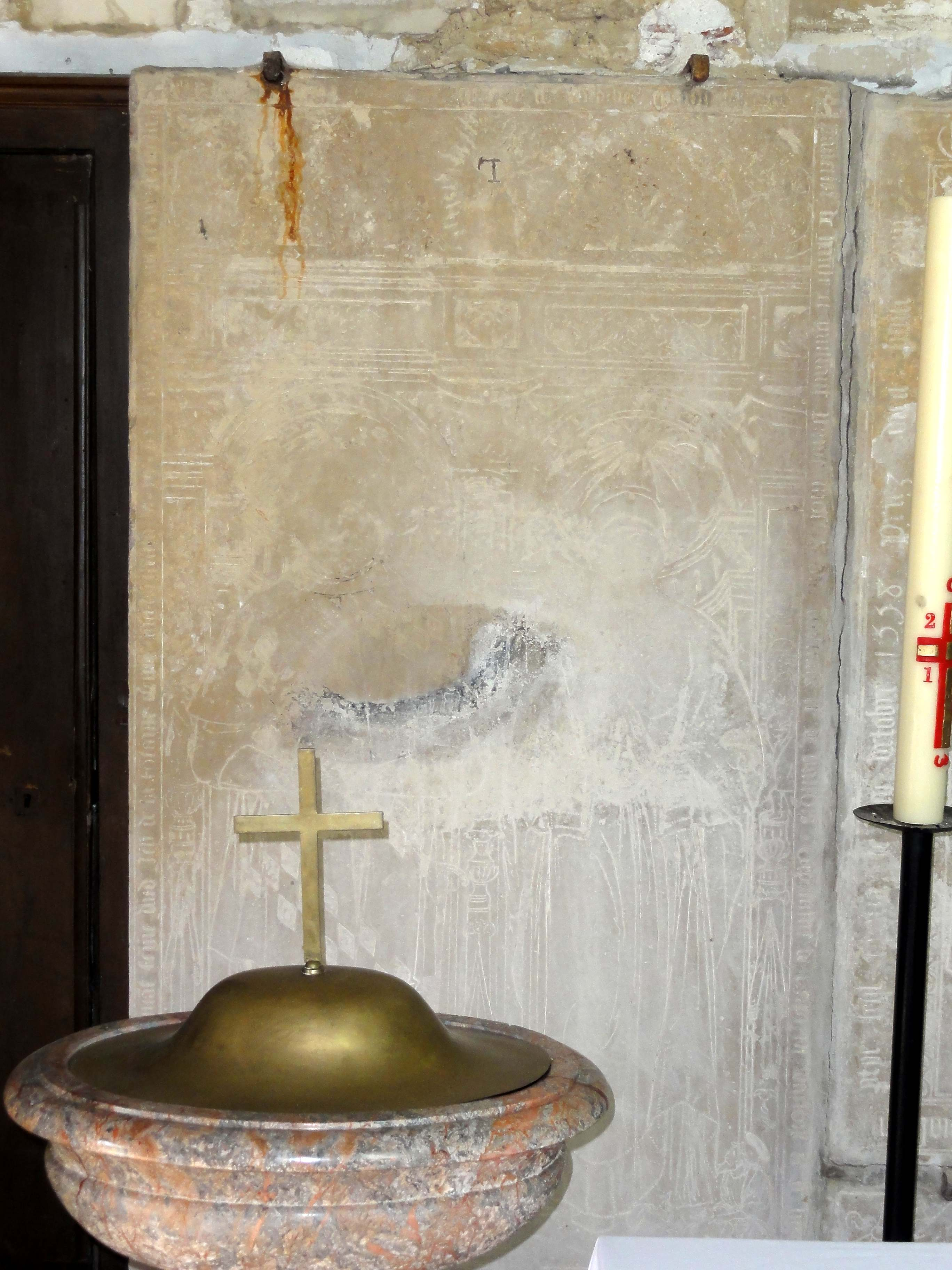
Dalle funéraire de Jean de La Fontaine et de Jeanne de la Jemonde.
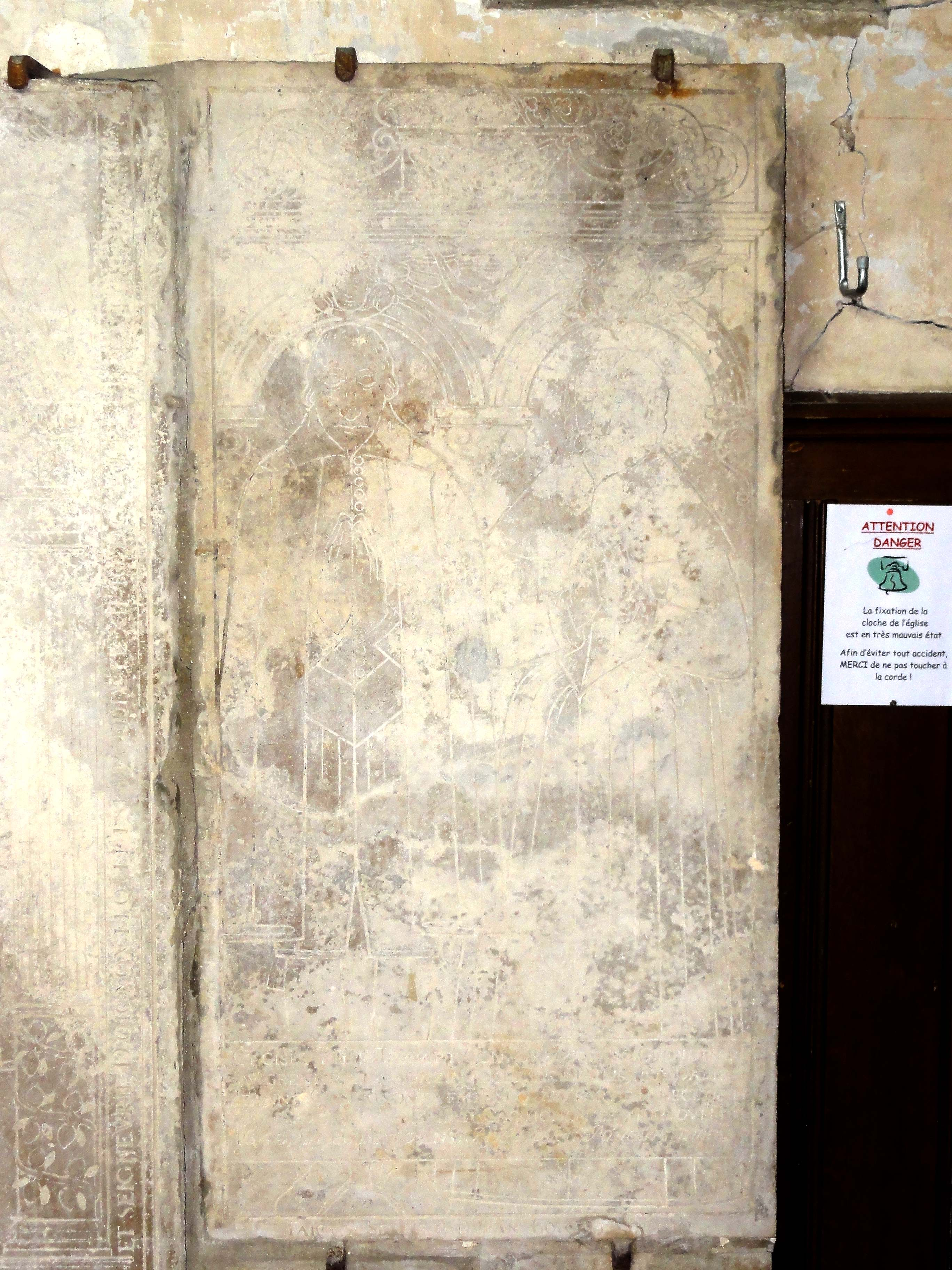
Dalle funéraire de Philippe Truyard et Jeanne Caouvignou.
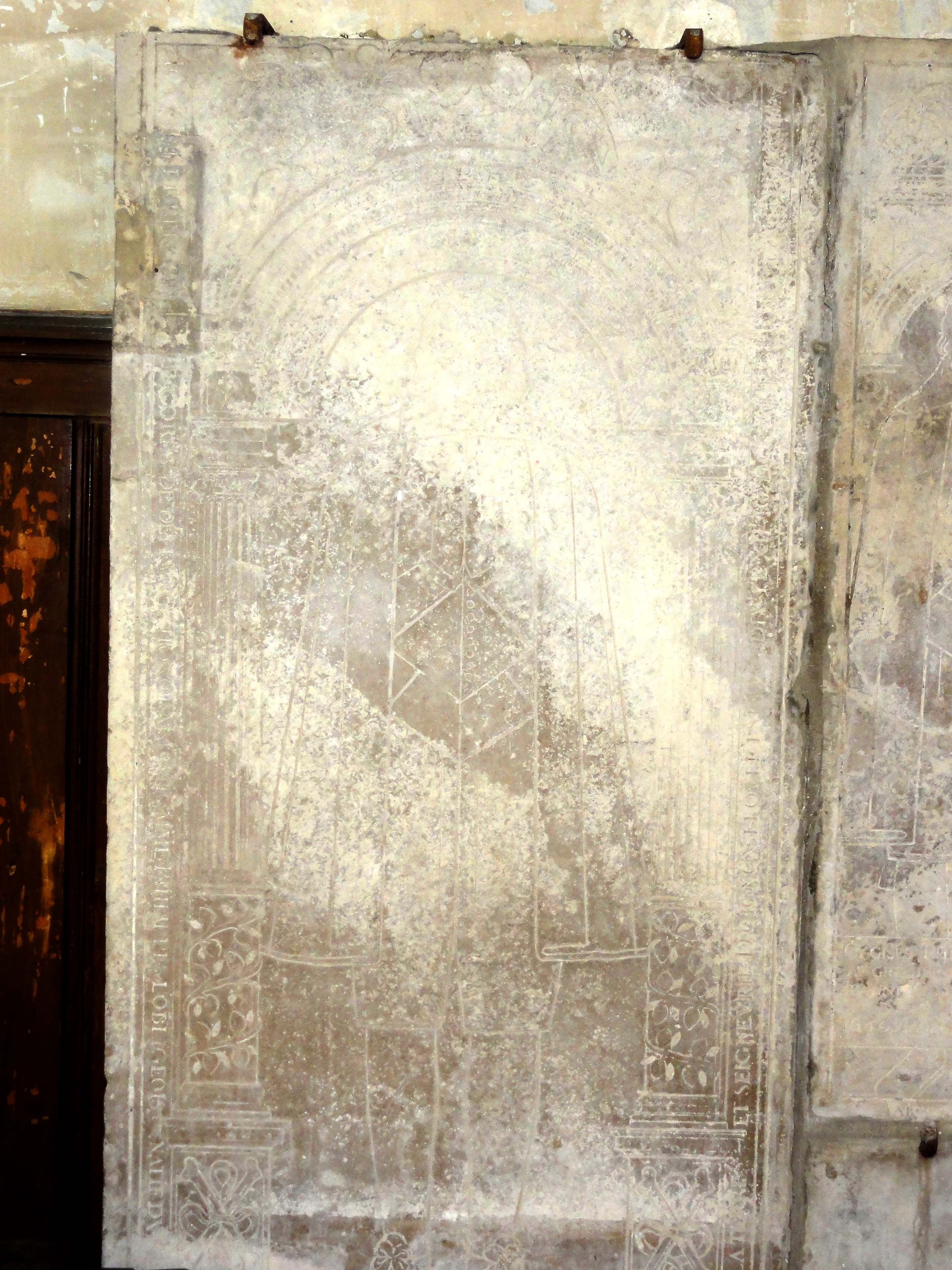
Dalle funéraire de Philippe Lobligeois.
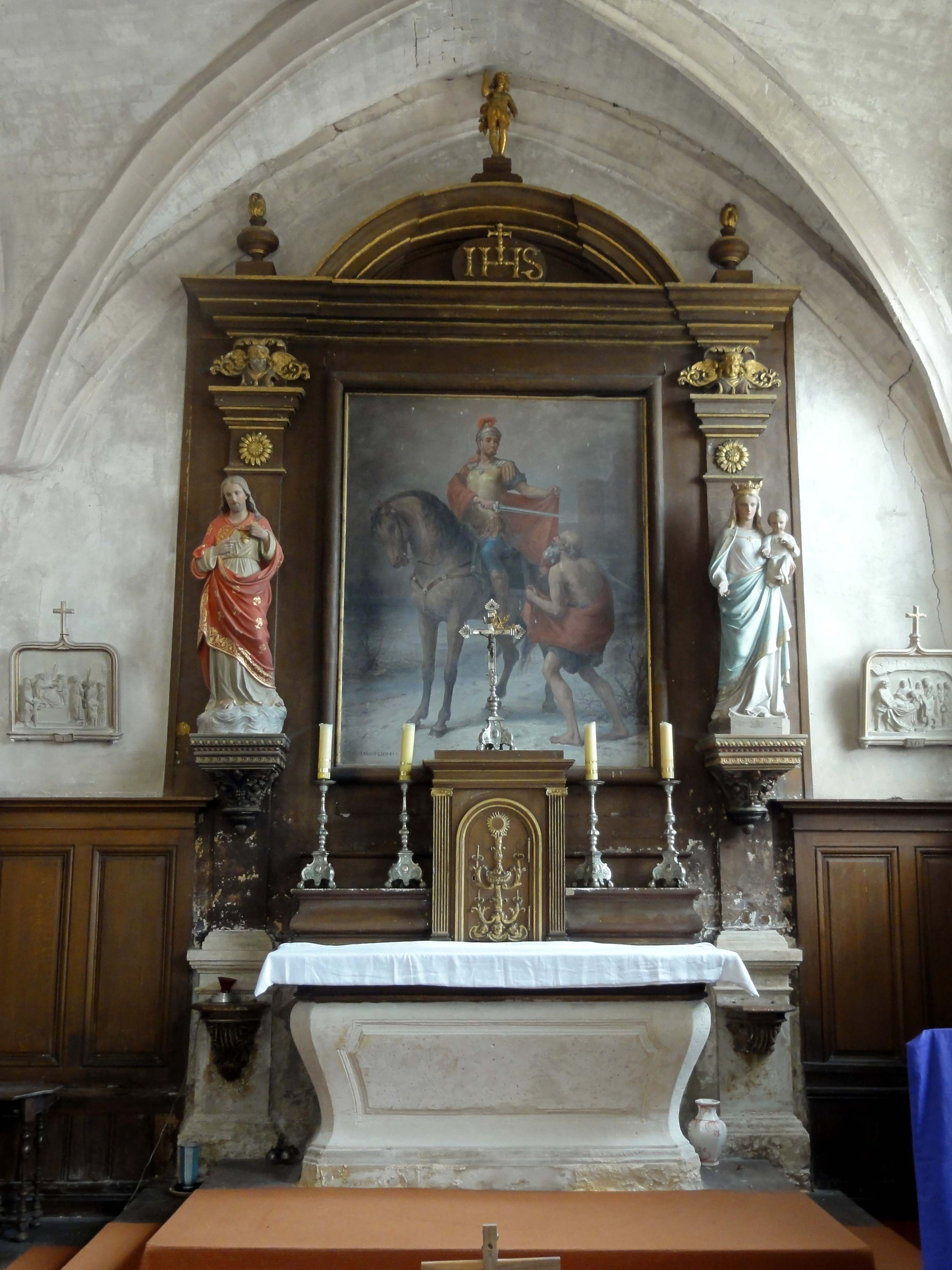
Maître-autel et retable avec tableau de la Charité de Saint-Martin.